# Браєн Рафалскі
Браєн Крістофер Рафалскі (англ. Brian Christopher Rafalski; 28 вересня 1973 у м. Дірборн, Мічиган, США) — американський хокеїст, захисник.
Виступав за «Брюнес» (Євле), ГПК (Гямеенлінна), ГІФК (Гельсінкі), «Нью-Джерсі Девілс», «Детройт Ред-Вінгс».
У складі національної збірної США учасник зимових Олімпійських ігор 2002, 2006 і 2010, учасник чемпіонату світу 1995, учасник Кубка світу 2004. У складі молодіжної збірної США учасник чемпіонатів світу 1992 і 1993.
Досягнення
- Срібний призер зимових Олімпійських ігор (2002, 2010)
- Володар Кубка Стенлі (2000, 2003, 2008)
- Чемпіон Фінляндії (1998), срібний призер (1999), бронзовий призер (1997)
- Учасник матчу всіх зірок НХЛ (2004, 2007).